# Задні Яндоуші
Задні Яндо́уші (рос. Задние Яндоуши, чув. Кайри Ăнтавăш) — присілок у складі Канаського району Чувашії, Росія. Входить до складу Середньокібецького сільського поселення.
Населення — 218 осіб (2010; 262 у 2002).
Національний склад:
- чуваші — 95 %